# Tödi
Tödi (rétorománsky Piz Russein, 3614 m n. m.) je hora v Glarnských Alpách. Leží na území Švýcarska na hranici kantonů Graubünden a Glarus. Jedná se o nejvyšší horu Glarnských Alp i kantonu Glarus. Na vrchol je možné vystoupit od Grünhornhütte (2448 m n. m.) a Fridolinshütten (2111 m n. m.). Horu obklopují ledovce Bifertenfirn na východě a Hüfigletscher na západě.
Hora má několik vrcholů:
- Piz Russein – 3614 m n. m.
- Glarner Tödi – 3577 m n. m.
- Sandgipfel – 3388 m n. m.
- Kleinen Tödi – 3076 m n. m.
- Bündner Tödi – 3124 m n. m.
- Chli Tödi – 3076 m n. m.

Horu poprvé zdolali 1. září 1824 A. Bisquolm a P. Curschellas.